# Dios Malos
I dios Malos sono una band indie rock di Hawthorne, California negli Stati Uniti. Il gruppo è composto dalla voce/chitarra/tastiera Joel Morales, dal bassista John Paul Caballero, dal tastierista James Cabez DeVaca, e dal batterista Jackie Monzon. Il gruppo si è formato nel 2002 ed è registrato presso la casa discografica per musica indie Startime International.
Nell'estate del 2004, la band fu costretta a cambiare il suo nome da "dios" dopo che il chitarrista Ronnie James Dio ottenne un ordine giudiziario reclamando che il nome dios era troppo simile al nome del gruppo di Ronnie, Dio.
Nell'ottobre 2005, la band ha pubblicato l'omonimo album dios Malos. Il secondo album è stato prodotto da Phil Ek, che aveva già prodotto molti altri album indie-rock, fra i quali gli album dei Modest Mouse e degli Built to Spill, oltre al secondo album dei The Shins, Chutes Too Narrow.

## Discografica
- dios (2004)
- dios Malos (2005)